# Янніс Папаїоанну
Я́нніс Папаїоа́нну (грец. Ιωάννης Ανδρέου Παπαιωάννου; нар. 6 січня 1910, Кавала — пом. 19 травня 1989, Афіни) — один із найвидатніших грецьких композиторів XX століття, педагог.

## Біографія
Народився у місті Кавала, навчався в Афінській Національній консерваторії у класі Маріки Леспопулу, а у 1928–1929 роках був учнем одного із соратників Маноліса Каломириса — Еміля Ріадіса. У 1949–1950 роках Янніс Папаїоанну стажувався у провідних музично-освітніх осередках Європи як стипендіат ЮНЕСКО. Тоді ж у Парижі співпрацював з Артуром Онегером.
Викладав історію, теорію музики та композицію у ряді музичних навчальних закладів, зокрема в Еллінській консерваторії міста Афін. Був першим серед тих новогрецьких музикантів-педагогів, які навчали молодих композиторів прийомам сучасного композиторського письма. Янніс Папаїоанну вважав, що ці прийоми можна «опанувати тільки виходячи із сутності кожного конкретного музичного мотиву, у якому закладено природні способи його розвитку. При цьому творча фантазія митця ніби приєднується до одвічного світла, розкриваючи його сяйво у звуковій гармонії».

## Твори
У творчому спадку Янніса Папаїоанну велика кількість симфонічних, камерних та інструментальних творів. Декотрі з них були високо оцінені у Європі. Серед них:
- драматична ідилія «Агнос» (1937);
- музика для балету «Антигона» (1965);
- музика для балету Пірати (1952).

## Нагороди
У 1953 року композитор за Симфонію, ор. 3 отримав Премію «Королеви Єлизавети Бельгійської» у Брюсселі. А у 1970 році за значні творчі здобутки у сфері композиторської творчості він був удостоєний Премії «Годфріда фон Хедера» Віденського Університету.